# Kadri Simson
Kadri Simson (Tartu, 22 januari 1977) is een Ests politicus van de sociaalliberale Centrumpartij. Tussen 2016 en 2019 was ze minister van Economische Zaken en Infrastructuur in het eerste kabinet van Jüri Ratas. Sinds 1 december 2019 is ze Europees commissaris voor Energie in de commissie van Ursula von der Leyen.

## Biografie (beknopt)
Simson werd in 1995 lid van de Centrumpartij. Tussen 2003 en 2007 was ze algemeen secretaris namens deze partij. In 2007 werd Simson gekozen als parlementslid in de Riigikogu. Twee jaar later werd ze gekozen als fractieleider van de Centrumpartij. Deze functie zou Simson bekleden tot haar aantreden als minister in 2016. In 2015 deed ze een poging om partijvoorzitter te worden. Simson verloor deze stemming van Edgar Savisaar met 486 stemmen voor Simson en 541 stemmen voor Savisaar.
Op 1 december 2019 trad Simson aan als Europees commissaris voor Energie. Haar nominatie werd bekritiseerd door Friends of the Earth. Volgens deze beweging zou Simson een te grote aanhanger zijn van aardolie en zou zij daardoor ongeschikt zijn om als Energiecommissaris leiding te geven aan de energietransitie.
Josep Borrell · 
Thierry Breton (tot 16 september 2024) · 
Helena Dalli · 
Valdis Dombrovskis · 
Elisa Ferreira · 
Marija Gabriel (tot 15 mei 2023) · 
Paolo Gentiloni ·  
Johannes Hahn · 
Iliana Ivanova (vanaf 19 september 2023) · 
Ylva Johansson · 
Věra Jourová · 
Wopke Hoekstra (vanaf 5 oktober 2023) · 
Phil Hogan (tot 26 augustus 2020) · 
Stella Kyriakidou · 
Janez Lenarčič · 
Ursula von der Leyen · 
Mairead McGuinness (vanaf 12 oktober 2020) · 
Didier Reynders · 
Margarítis Schinás · 
Nicolas Schmit · 
Maroš Šefčovič · 
Kadri Simson · 
Virginijus Sinkevičius · 
Dubravka Šuica · 
Frans Timmermans (tot 22 augustus 2023) ·   
Jutta Urpilainen · 
Adina-Ioana Vălean · 
Olivér Várhelyi · 
Margrethe Vestager · 
Janusz Wojciechowski
- Gemeinsame Normdatei: 1150994088
- Parlement.com: vl1sjg31v5ww
- Virtual International Authority File: 4905149544597800490005